# Georges Caméra
Œuvres principales
- La Fleur du Bigaradier
- Les Vies et les Ombres
- Le Moulin du Rossignol
- Les Collines de la Mer
- Dieu et l’Erreur des Origines
- La Marque de Rome
- Toi, le Bigaradier

Georges Caméra, né le 11 décembre 1932 à Cannes, est un écrivain régional français.

## Présentation
Ses ouvrages, romans ou chroniques, décrivent la vie des familles dans les Alpes-Maritimes (région de Cannes, Grasse) dans les années 1920, dans l'entre deux guerres et durant la seconde guerre mondiale. Outre la description de la vie dans les campagnes et collines de la Côte d'Azur dans la première moitié du XXe siècle, il décrit et évoque également l'importance de la culture de la fleur du bigaradier en pays grassois. Un de ses livres, Toi, le Bigaradier, ouvrage beaucoup plus technique, dresse l’inventaire des divers produits issus de l’arbre, utilisés en parfumerie et en agroalimentaire.
Un ouvrage plus philosophique Dieu et l’Erreur des Origines aborde la question de Dieu et sa relation avec les hommes sous un nouveau jour.

## Distinctions
Prix Littéraire de la Ville de Grasse en 2005 pour son roman Le Moulin du Rossignol,.

## Œuvres
- La Fleur du Bigaradier - Chroniques familiales - Éditions Bénévent
- Les Vies et les Ombres - Nouvelles - Auto-Éditions
- Le Moulin du Rossignol - Roman - Éditions Ipernity
- Les Collines de la Mer - Roman - Éditions La Lotarde
- Dieu et l’Erreur des Origines - Essai - Éditions La Lotarde
- La Marque de Rome - Roman historique - Éditions La Lotarde
- Toi, le Bigaradier - Chroniques historiques - Éditions La Lotarde